# 校内放送マイクバトル
校内放送マイクバトル（こうないほうそう・まいくばとる）は、ラジオ関西が2000年度から関西の高等学校の放送部を対象にして番組製作の出来を競い合うコンクールのことである。
体裁としては、KBS京都ラジオが実施していた「こちら青春放送局」と同じように、各高等学校の放送部が製作した未発表かつ所定の規定時間内の作品であれば、ラジオドラマ、バラエティー、ディスクジョッキー、ドキュメンタリー、ルポルタージュなど種別を問わない。
募集は年度上半期一杯（9月まで）をかけて行われ、応募された作品の審査を並行しながら、毎年10~11月の週末（2005年度は毎週金曜日　3校ずつ）に30分番組でそれを発表し、放送作品の中から更に最優秀賞（MVP）、優秀賞（神戸新聞社、協賛各大学などからの寄贈賞）が決定される。番組のパーソナリティは林真一郎アナウンサーがつとめている。

## 歴代最優秀賞（MVP）
- 2000　北摂三田高校
- 2001　松蔭高校
- 2002　龍野高校
- 2003　日ノ本学園高校
- 2004　日ノ本学園高校
- 2005　東播磨高校
- 2006　小野高校
- 2007　東播磨高校
- 2008　武庫川女子大学附属高校
- 2009　兵庫県立伊丹北高校
- 2010　箕面自由学園高校
- 2011　箕面自由学園高校
- 2012　箕面自由学園高校
- 2013　富山県立南砺福野高校